# Eleutherolaimus iniquisetosus
Eleutherolaimus iniquisetosus is een rondwormensoort uit de familie van de Linhomoeidae. De wetenschappelijke naam van de soort is voor het eerst geldig gepubliceerd in 1935 door Schuurmans Stekhoven.